# 開元通宝

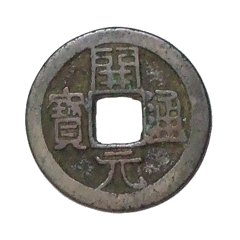
開通元寳（開元通寳）

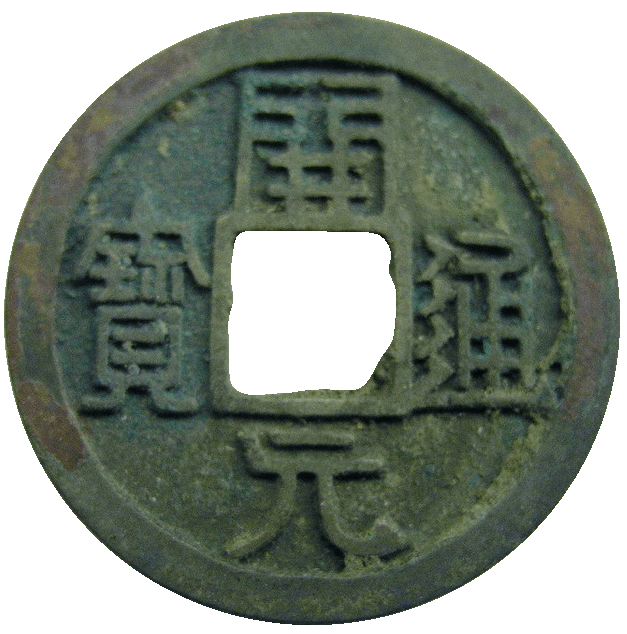
開元通寳（開通元寳）

開元通寳（開元通宝、かいげんつうほう）は、唐代において武徳4年（621年）に初鋳され、唐代のみならず五代十国時代まで約300年にわたって流通した貨幣。
開元通寳は秦の半両銭・漢の五銖銭の形態を継承し、直径は8分（約24mm）である。この銭貨1枚の質量は2銖4絫、すなわち1両（大両）の1/10（約3.73g）であり、ここから質量の単位である「銭」が生まれた。「1斤=16両、1両=24銖、1銖=10絫（るい）」という従来の複雑な体系にかわり、「1斤=16両」はそのままだが、それ以下は「1両=10銭、1銭=10分、1分=10厘、1厘=10毫」という10進法の体系が使われるようになった。重量単位の銭は日本に伝来すると1匁と呼ばれるようになった。
宋代になっても、開元通寳は宋銭とともに中国で現役で流通しており、日本でも渡来銭として宋銭などとともに使われていた。

## 名称
この銭貨の読み方は「上・下・右・左」の順である対読では「開元通寳」となり、「上・右・下・左」である廻読では「開通元寳」（開通元宝、かいつうげんぽう）となり、どちらであっても意味が通じる。古くからこの2説が並行し、論争の的となり、現在でも結論は出ていない。
唐代の開元26年（738年）に出版された『唐六典』には「武徳中、悉く五銖を除き、再ためて開通元寳を鋳る」と記述しており、一方で詔勅文としては『旧唐書』の中で「仍令天下置鑪之処並鋳開元通寳銭」と記述している。
唐代には玄宗治世の「開元」という元号が存在するが、開元元年は713年であり、初鋳年である、高祖治世の武徳4年（621年）の約100年後にあたり、元号を記したものではない。しかし、開元元号制定以降には開元通寳と呼ばれるようになった、という説も捨てきれない。
なお唐代の他の銅銭を見ると、史思明治世の順天元年（759年）の元号を記す「順天元寳」や、大暦4年（769年）初鋳の「大暦元寳」では「元寳」が、建中元年（780年）初鋳の「建中通寳」では「通寳」が使われるなど、「元寳」・「通寳」の両方の使用例がある。
後に開元通寳／開通元寳の「開」の字だけを別の字に置き換えて鋳造された銭貨としては、五代後漢の「漢元通寳（漢元通宝）／漢通元寳（漢通元宝）」、後周の「周元通寳（周元通宝）／周通元寳（周通元宝）」、宋の建国当初の「宋元通寳（宋元通宝）／宋通元寳（宋通元宝）」があるが、いずれも対読と廻読の2説がある。

## 影響
この円形方孔の形式は、中国では中華民国初期の民国通宝まで続き、日本や朝鮮・ベトナムなど周辺国の銅銭の模範にもなった。この形式で世界最後のものはベトナムの保大通宝である。

## 種類
- 開元：高祖の武徳4年（621年）初鋳。書は欧陽詢による。
- 会昌開元：武宗の会昌5年（845年）に鋳造された開元通寳。会昌の廃仏で徴発された仏像・仏具から鋳造されたとされる。裏面に鋳造地を表す文字が鋳出されている。
例：昌（「会昌」の昌、鋳地は揚州と言われている）、京（京兆府=長安）、洛（河南府=洛陽）、益（益州=成都府）、藍（藍田県）、襄（襄州=襄陽）、荊（荊州）、越（越州）、宣（宣州=宣城）、洪（洪州）、潭（潭州）、兗（兗州）、梁（梁州）、潤（潤州）、鄂（鄂州）、平（平州）、興（興元府=漢中）、廣（廣州）、梓（梓州）、福（福州）、丹（丹州）、桂（桂陽監）等。
- 唐以外にも、五代十国時代の南唐・呉越・閩・楚・南漢でも鋳造されている。南唐発行のものは銭銘が篆書体であることが特徴である。
- 直径が小さいものも見られるが、多くは私鋳銭である。
- 唐の開元通寳を鋳写して周辺諸国で鋳造された銭貨には次のようなものがある。
  - 朝鮮で、高麗時代の998年に発行されたもの。アンチモニーを多く含む独特の銅質であり、高麗開元と通称されるが、本格的な流通には至らなかった。
  - ソグド地方で7世紀に鋳造された赤銅質のもの。
  - 中世の日本で作られた私鋳銭（鐚銭）や、安南の手類銭（歴代王朝が正規に作った銭ではなく、一時的な軍事政権や地方政権、あるいは民間人が鋳造したものと言われている）の中にも、唐の開元通寳を鋳写して作られたものもある。